# Морис (муниципалитет)
Морис (исп. Moris) — муниципалитет в Мексике, штат Чиуауа, с административным центром в одноимённом посёлке. Численность населения, по данным переписи 2010 года, составила 5312 человек.

## Общие сведения
Название Moris было заимствовано у протекающей здесь реки.
Площадь муниципалитета равна 1807 км², что составляет 0,73 % от общей площади штата, а наивысшая точка — 2085 метров, расположена в поселении Осо-де-Арриба.
Он граничит с другими муниципалитетами штата Чиуауа: на северо-востоке с Темосачиком, на востоке с Окампо, на юге с Уруачи, а на западе и севере с другим штатом Мексики — Сонора.

## Учреждение и состав
Муниципалитет был образован в 1826 году, в его состав входит 115 населённых пунктов, самые крупные из которых:
| Код INEGI                  | Населённый пункт                                                                            | Численность населения (2005 год) | Численность населения (2010 год) |
| -------------------------- | ------------------------------------------------------------------------------------------- | -------------------------------- | -------------------------------- |
| 047                        | Всего                                                                                       | 5144                             | 5312                             |
| 0001                       | Морис (исп. Moris) 28°08′55″ с. ш. 108°31′21″ з. д. (административный центр)                | 1158                             | 1799                             |
| 0078                       | Эль-Пилар (исп. El Pilar) 28°06′23″ с. ш. 108°36′38″ з. д.                                  | 379                              | 325                              |
| 0114                       | Талайотес (исп. Talayotes) 28°13′44″ с. ш. 108°45′08″ з. д.                                 | 215                              | 284                              |
| 0335                       | Ла-Сьенегита-де-Родригес (исп. La Cieneguita de Rodríguez) 28°01′59″ с. ш. 108°38′43″ з. д. | 236                              | 257                              |
| 0027                       | Сьенега-дель-Пилар (исп. Ciénega del Pilar) 28°06′27″ с. ш. 108°38′29″ з. д.                | 211                              | 188                              |
| 0046                       | Эль-Фрихолар (исп. El Frijolar) 28°00′43″ с. ш. 108°42′21″ з. д.                            | 125                              | 152                              |
| —                          | Прочие                                                                                      | 2820                             | 2307                             |
| Названия на карте Генштаба |                                                                                             |                                  |                                  |

## Экономика
По статистическим данным 2000 года, работоспособное население занято по секторам экономики в следующих пропорциях:
- сельское хозяйство и скотоводство — 50,9 %;
- производство и строительство — 25,1 %;
- торговля, сферы услуг и туризма — 22,6 %;
- безработные — 1,4 %.

## Инфраструктура
По статистическим данным 2010 года, инфраструктура развита следующим образом:
- электрификация: 70,7 %;
- водоснабжение: 87,2 %;
- водоотведение: 55,3 %.